# Гарселис, Роберт
Роберт Гарселис (латыш. Roberts Garselis; 21 января 1892 года, Лифляндская губерния — 4 апреля 1936 года, Рига) — русский и латвийский инженер.
Окончил Петербургский технологический институт. С 1923 по 1935 год работал в Латвийской железной дороге. 1923 году награжден Орденом трех звезд 3 степени. Мэр Риги (1935 по 1936).

## Железнодорожник
В 1917 году получил степень инженера-механика в Петербургском Технологическом институте.
В феврале 1921 года начал работать в Дирекции эксплуатации Латвийских государственных железных дорог. 1 февраля 1923 года был назначен руководителем локомотивного отдела Машинной дирекции. главной задачей Роберта было восстановление локомотивного парка, практически уничтоженного в военные годы. Гарселис участвовал в создании первого на латышском языке учебника для машинистов локомотивов.
В декабре 1926 года Роберт Гарселис был назначен руководителем недавно открытых Даугавпилсских Главных железнодорожных мастерских, в то время в том числе и учебной базой Государственного железнодорожного техникума.
В 1927 году Роберт Гарселис вернулся в Ригу, где до 1 сентября 1935 года руководил Дирекцией эксплуатации Латвийских государственных железных дорог.